# Marija Bondareva
Marija Anatol'evna Bondareva, o Maria Bondareva (in russo Мария Анатольевна Бондарева?; Frjazino, 28 novembre 1999), è una ginnasta russa, membro della nazionale russa, vincitrice di numerosi titoli internazionali e nazionali.